# Gint gubanensis
Espèce
Gint gubanensis est une espèce de scorpions de la famille des Buthidae.

## Distribution
Cette espèce est endémique du Somaliland en Somalie. Elle se rencontre vers Gerisa.

## Description
Le mâle holotype mesure 25,68 mm.

## Systématique et taxinomie
Cette espèce a été décrite par Kovařík, Lowe, Just, Awale, Elmi et Šťáhlavský en 2018.

## Étymologie
Son nom d'espèce, composé de guban et du suffixe latin -ensis, « qui vit dans, qui habite », lui a été donné en référence au lieu de sa découverte, le Guban.

## Publication originale
- Kovařík, Lowe, Just, Awale, Elmi & Šťáhlavský, 2018 : « Scorpions of the Horn of Africa (Arachnida: Scorpiones). Part XV. Review of the genus Gint Kovařík et al., 2013, with description of three new species from Somaliland (Scorpiones, Buthidae). » Euscorpius, no 259, p. 1-41 (texte intégral).